# Christian Núñez
Christian Washington Núñez Medina (Montevidéu, 24 de setembro de 1982) é um ex-futebolista uruguaio que atuava como lateral-direito.

## Títulos
Nacional
- Campeonato Uruguaio (2): 2010–11 e 2011-12

Independiente del Valle
- Copa Sul-Americana: 2019

### Outras conquistas
Nacional
- Liguilla Pré-Libertadores da América (1): 2009
- Torneo Apertura (2): 2009–10 e 2011–12
- Copa Bimbo (2): 2010 e 2011
- Torneo Clausura (1): 2010–11